# Dänische Fußballnationalmannschaft der Frauen/Europameisterschaften
Der Artikel beinhaltet eine ausführliche Darstellung der dänischen Fußballnationalmannschaft der Frauen bei Europameisterschaften und den Qualifikationen dazu. Dänemark nahm immer an der Qualifikation teil und erreichte zehnmal die Endrunde sowie einmal die Runde der letzten Vier ohne Endrunde. Dänemark hatte zwar 1979 die inoffizielle Europameisterschaft in Italien gewonnen, konnte aber bei den offiziellen Europameisterschaften noch keinen Titel gewinnen. 2017 erreichte die Mannschaft erstmals das Finale, verlor dieses aber gegen die Niederländerinnen, die damit erstmals den Titel gewannen. Zwei dritte Plätze waren die bis dahin besten Platzierungen. Dazu wurde noch dreimal das Halbfinale erreicht als kein Spiel um den dritten Platz stattfand.

## Übersicht
| Jahr | Gastgeberland     | Teilnahme bis...   | Gegner                            | Ergebnis | Trainer/in            | Bemerkungen und Besonderheiten                                                                |
| ---- | ----------------- | ------------------ | --------------------------------- | -------- | --------------------- | --------------------------------------------------------------------------------------------- |
| 1984 | keine Endrunde    | Halbfinale         | England                           | –        | Flemming Schultz      | kein Spiel um Platz 3                                                                         |
| 1987 | Norwegen          | nicht qualifiziert | –                                 | –        |                       | In der Qualifikation an Norwegen gescheitert.                                                 |
| 1989 | Deutschland       | nicht qualifiziert | –                                 | –        |                       | Im Viertelfinale an Schweden gescheitert                                                      |
| 1991 | Dänemark          | Spiel um Platz 3   | Italien                           | 3. Platz | Keld Gantzhorn        | Im Halbfinale im Elfmeterschießen gescheitert                                                 |
| 1993 | Italien           | Spiel um Platz 3   | Deutschland                       | 3. Platz | Keld Gantzhorn        | Im Halbfinale am späteren Sieger Norwegen gescheitert, Susan Mackensie Torschützenkönigin     |
| 1995 | keine Endrunde    | Viertelfinale      | Schweden                          | –        |                       |                                                                                               |
| 1997 | Norwegen/Schweden | Vorrunde           | Deutschland, Italien, Norwegen    | –        | Jørgen Hvidemose      |                                                                                               |
| 2001 | Deutschland       | Halbfinale         | Schweden                          | –        | Poul Højmose          | kein Spiel um Platz 3                                                                         |
| 2005 | England           | Vorrunde           | England, Finnland, Schweden       | –        | Peter Bonde           |                                                                                               |
| 2009 | Finnland          | Vorrunde           | Finnland, Niederlande, Ukraine    | –        | Kenneth Heiner-Møller | Als schlechtester Gruppendritter ausgeschieden                                                |
| 2013 | Schweden          | Halbfinale         | Norwegen                          | –        | Kenneth Heiner-Møller | Im Halbfinale im Elfmeterschießen gescheitert, kein Spiel um Platz 3                          |
| 2017 | Niederlande       | Finale             | Niederlande                       | 2. Platz | Nils Nielsen          | Viertelfinalsieg gegen Titelverteidiger Deutschland                                           |
| 2022 | England           | Vorrunde           | Deutschland, Finnland und Spanien | –        | Lars Søndergaard      | Gegner in der Qualifikation waren Italien, Bosnien & Herzegowina, Israel, Malta und Georgien. |
| 2025 | Schweiz           | Vorrunde           | Schweden, Deutschland, Polen      | –        | Andrée Jeglertz       | Gegner in der Qualifikation waren Spanien, Belgien und Tschechien.                            |

## Die Turniere

### EM 1984
Für die erste Europameisterschaft hatten nur 16 Mannschaften gemeldet und die Aufteilung der Qualifikationsgruppen erfolgte nach geographischen Gesichtspunkten. Die von Flemming Schultz trainierte Mannschaft qualifizierte sich mit drei Heimsiegen gegen Belgien, Deutschland, gegen beide im Rahmen der Qualifikation erstmals gespielt wurde, und die Niederlande. Begonnen hatten die Däninnen die Qualifikation aber mit einer Niederlage in Groningen gegen die Niederländerinnen, wobei Annette Mogensen mit dem 1:0-Führungstreffer das erste Pflichtspieltor für die Däninnen erzielte. Dies blieb aber die einzige Niederlage, denn in den beiden anderen Auswärtsspielen gelangen Remis. Drei Spielerinnen waren mit je zwei Toren beste dänische Torschützinnen in der Qualifikation. Als Gruppensieger traf Dänemark im Halbfinale der Finalrunde in zwei Spielen auf England und verlor beide. Ein Spiel um Platz 3 fand nicht statt.

### EM 1987 in Norwegen
Bereits im selben Jahr begann die Qualifikation für die nächste Europameisterschaft, für die wieder nur 16 Mannschaften gemeldet hatten. Auf eine geographische Einteilung der Qualifikationsgruppen wurde diesmal verzichtet. Dennoch traf Dänemark erneut auf den Nachbarn Deutschland sowie diesmal Finnland und Norwegen. Dänemark konnte diesmal aber nur das Heimspiel gegen Deutschland und in Finnland gewinnen, spielte zudem noch zweimal remis und verlor die anderen beiden Spiele, wobei die 2:5-Heimniederlage gegen Norwegen entscheidend für das Verpassen der Qualifikation war. Gruppensieger wurde dadurch Norwegen, das dann die erste Endrunde ausrichten durfte und den Heimvorteil zum ersten Titelgewinn nutzte. Nur zwei dänischen Spielerinnen gelangen diesmal zwei Tore, insgesamt gelangen aber acht dänische Spielerinnen Torerfolge, zuvor waren es nur fünf.

### EM 1989 in Deutschland
Bereits drei Monate nach dem Finale begann die Qualifikation für die nächste Endrunde. Wieder war Norwegen einer der Qualifikationsgegner. Zudem erneut Finnland und diesmal England, gegen das es die einzige Niederlage gab. Da alle anderen Spiele gewonnen wurden, waren die Däninnen als Gruppensiegerinnen für das erstmals durchgeführte Viertelfinale qualifiziert. Hier trafen sie auf die Schwedinnen, die in ihrer Qualifikationsgruppe nur Zweite geworden waren und verloren das erste Spiel in Odense mit 1:5. Das 1:1 im Rückspiel reichte dann nicht um die Endrunde zu erreichen. Beste Torschützin war diesmal Lone Smidt Nielsen mit vier Toren.

### EM 1991 in Dänemark
In der Qualifikation für die folgende EM-Endrunde trafen die Däninnen auf Italien sowie erstmals auf die Schweiz und Spanien. Die Däninnen gewannen fünf Spiele und gaben nur beim letzten Spiel in Italien einen Punkt ab. Dabei erzielten sie mit insgesamt 18 Toren die meisten aller 18 Qualifikationsteilnehmer. Im Viertelfinale trafen sie auf die Niederlande und erreichten im Heimspiel nur ein 0:0. Da es im Rückspiel nach 80 Minuten ebenfalls 0:0 stand, gab es eine Verlängerung in der Helle Rotbøll in der 88. Minute das 1:0 für die Däninnen gelang. Damit war Dänemark nicht nur für die EM-Endrunde, sondern auch für die erste offizielle Weltmeisterschaft der Frauen qualifiziert. Beste dänische Torschützin war diesmal Helle Jensen mit sieben Toren.
Dänemark durfte dann die Endrunde ausrichten und traf im Halbfinale auf Norwegen. Da es diesmal trotz Verlängerung kein Tor gab, musste das Elfmeterschießen entscheiden, das die Norwegerinnen mit 8:7 gewannen. Auch im anschließenden Spiel um Platz 3 gegen Italien bedurfte es der Verlängerung um einen Sieger zu ermitteln. Durch ein Eigentor der Italienerin Maura Furlotti wurden die Däninnen EM-Dritter.

### EM 1993 in Italien
An der Qualifikation für die folgende EM nahmen schon 23 Mannschaften teil. Um sich für das Viertelfinale zu qualifizieren, musste Dänemark in der Gruppenphase gegen Finnland und Frankreich spielen. Die Däninnen starteten mit einem Remis in Finnland, gewannen dann aber die restlichen Spiele, womit sie als Gruppensieger für das Viertelfinale qualifiziert waren. Hier trafen sie auf die Schwedinnen und gewannen in Schweden mit 2:1, so dass das 1:1 im Heimspiel reichte, um die Endrunde zu erreichen. Diesmal waren drei Spielerinnen mit je drei Toren am treffsichersten darunter auch wieder Helle Jensen.
Diese fand in Italien statt und die Däninnen trafen auf Norwegen. Durch ein 0:1 verpassten sie das Finale. Im Spiel um Platz 3 setzten sie sich dann mit 3:1 gegen den entthronten Titelverteidiger Deutschland durch. Susan Mackensie, die mit dem 3:1-Sieg gegen Deutschland ihre Nationalmannschaftskarriere beendete, wurde mit ihren zwei Toren gegen Deutschland Torschützenkönigin des Turniers.

### EM 1995
Bereits einen Monat später begann mit 29 Mannschaften die Qualifikation für die nächste Europameisterschaft, die wieder und letztmals ohne Endrunde ausgetragen wurde. Dänemark traf erstmals auf Bulgarien und die erstmals teilnehmenden Litauerinnen. Mit 32:1 Toren, wovon Helle Jensen als wieder beste Torschützin acht erzielte, in vier Siegen setzten sich die Däninnen souverän durch und trafen im Viertelfinale wieder auf Schweden. Nach einem 2:0 in Hjørring wurde das Rückspiel mit 0:3 verloren und damit das Halbfinale verpasst. Als bester Viertelfinalverlierer qualifizierten sich die Däninnen aber für die zweite WM, die in Schweden stattfand.

### EM 1997 in Norwegen
Ein Jahr nach dem Viertelfinalaus begann die Qualifikation für die nächste EM-Endrunde für die nun schon 34 Mannschaften gemeldet hatten. Auf Grund der unterschiedlichen Spielstärke der gemeldeten Mannschaften wurde die Qualifikation in zwei Kategorien eingeteilt. Die 16 stärksten Mannschaften, zu denen auch Dänemark gehörte, spielten um die direkte Qualifikation, die 18 schwächeren Mannschaften um die Möglichkeit bei der nächsten Qualifikation in der höheren Kategorie zu spielen. Im ersten Spiel trafen die Däninnen erneut auf Schweden und verloren in Hjørring mit 1:2. Dänemark gewann dann zwar die vier Spiele gegen die beiden anderen Gruppengegner Rumänien, gegen das erstmals gespielt wurde, und Spanien, durch eine Niederlage im letzten Gruppenspiel in Schweden wurden die Däninnen aber nur Gruppenzweiter. Damit mussten sie in die Relegationsspiele und gegen einen Gruppendritten spielen. Gegner waren die Portugiesinnen und mit 7:1 und 5:0 setzten sich die Däninnen souverän durch. Helle Jensen, die nach den Olympischen Spielen 1996, wo sie die beiden einzigen Tore für Dänemark erzielt hatte, ihre Nationalmannschaftskarriere beendet hatte und nur in den ersten fünf Qualifikationsspielen zum Einsatz gekommen war, traf diesmal zwar nicht, dafür trat mit sieben Toren Lene Madsen in ihre Fußstapfen.
Bei der Endrunde, die erstmals in zwei Ländern und erstmals mit acht Mannschaften ausgetragen wurde, trafen die Däninnen in Norwegen auf Co-Gastgeber Norwegen, Titelverteidiger Deutschland und Italien, gegen das beim 2:2 der einzige Punktgewinn und die einzigen Tore gelangen. Als Gruppenletzter schied Dänemark damit aus.

### EM 2001 in Deutschland
In der Qualifikation für die EM 2001 spielten die Däninnen wieder in der höheren Kategorie und trafen diesmal auf die Russinnen, gegen die das erste Spiel in Odense mit 2:4 verloren wurde. Danach gelangen aber ein Sieg gegen Finnland und zwei Siege gegen die Bundesrepublik Jugoslawien, gegen die erstmals gespielt wurde. Durch Niederlagen in Finnland und in Russland reichte es wieder nur zum zweiten Platz, sodass die Däninnen erneut in die Playoffs mussten. Hier war diesmal die andere iberische Mannschaft Spanien der Gegner und wieder gewannen die Däninnen beide Spiele (6:1 in Spanien und 4:2 in Odense). Erfolgreichste Torschützinnen waren diesmal Gitte Krogh mit 12 und Merete Pedersen mit sieben Toren.
Bei der Endrunde in Deutschland wurde zwar das erste Spiel gegen Italien mit 1:2 verloren, gegen Frankreich (4:3) und Norwegen (1:0) gelangen aber zwei Siege. Damit war Dänemark Gruppensieger und traf im Halbfinale auf Schweden. Bereits in der neunten Minute geriet Dänemark mit 0:1 in Rückstand und dabei blieb es bis zum Ende. Ein Spiel um Platz 3 fand nicht statt. Gitte Krogh war mit zwei Toren zusammen mit sechs Spielerinnen hinter zwei deutschen Spielerinnen, die je drei Tore erzielten, drittbeste Torschützin der Endrunde.

### EM 2005 in England
Für die EM 2005 wurde der Gastgeber erstmals vorab festgelegt und England erhielt den Zuschlag für die Austragung. In der Kategorie A spielten diesmal 20 Mannschaften in vier Fünfergruppen und Dänemark traf auf Norwegen, Spanien, die Niederlande und Belgien. Dänemark startete mit einem 1:1 in Norwegen, gewann dann aber alle anderen Spiele und wurde mit drei Punkten Vorsprung vor Norwegen Gruppensieger und war damit direkt für die Endrunde qualifiziert. Norwegen gelang dies dann in den Playoffs gegen Island. Beste Torschützinnen waren diesmal Merete Pedersen mit sechs sowie Anne Dot Eggers Nielsen und Janni Lund Johansen mit je fünf Toren.
Bei der Endrunde startete Dänemark mit einem 1:1 gegen Vizeeuropameister Schweden, gewann dann mit 2:1 gegen Gastgeber England und verspielte durch ein 1:2 gegen Finnland die Qualifikation für das Halbfinale, in dem Schweden und Finnland dann an Norwegen bzw. Deutschland scheiterten. Mit zwei Toren war Catherine Paaske Sørensen beste dänische Torschützin.

### EM 2009 in Finnland
Die EM 2009 fand in Finnland statt. Erstmals nahmen zwölf Mannschaften am Turnier teil. Geändert wurde auch der Qualifikationsmodus. Die 1. Qualifikationsrunde bestritten nur die 20 schwächsten Nationalmannschaften. Dänemark musste erst in der zweiten Runde eingreifen und traf in einer Fünfergruppe erstmals auf die Ukraine und die Slowakei sowie auf Schottland und Portugal. Die Däninnen begannen mit sechs Siegen, verloren dann aber in der Ukraine mit 0:1. Da die Ukraine anschließend gegen den Gruppenletzten Portugal nur ein 1:1 erreichte und das Rückspiel in Dänemark mit 0:1 verlor, wurden die Däninnen Gruppensieger und waren damit für die Endrunde direkt qualifiziert. Mit 10 Toren war Rekordtorschützin Merete Pedersen drittbeste Torschützin der Qualifikation. Zum Erfolg trug auch Maiken With Pape mit sieben Toren bei. Die Ukraine konnte dann mit zwei Siegen in den Playoffs gegen Slowenien auch erstmals das Endrundenticket buchen und wurde für die Endrunde wieder mit den Däninnen in eine Gruppe gelost.
Bei der Endrunde verloren die Däninnen das Auftaktspiel gegen Gastgeber Finnland mit 0:1, gewannen dann gegen Qualifikationsgegner Ukraine mit 2:1.
Mit einer 1:2-Niederlage gegen die Niederlande, die auch erstmals an der Endrunde teilnahmen, verpassten die Däninnen aber die direkte Qualifikation für das Viertelfinale, das erstmals bei einer Endrunde stattfand. Als Gruppendritter hatten sie aber noch die Chance sich ebenfalls zu qualifizieren, mussten aber zwei Tage auf die Ergebnisse der andere Gruppendritten warten. Da England und Norwegen, die beiden anderen Gruppendritten einen Punkt mehr erreichten, war die EM für die Däninnen vorzeitig beendet. Norwegen und England scheiterten dann im Halbfinale bzw. Finale an Titelverteidiger Deutschland.

### EM 2013 in Schweden
Die EM 2013 fand zum zweiten Mal in Schweden statt. Wieder wurde die Qualifikation von den schwächeren Mannschaften begonnen, diesmal aber nur von den acht schwächsten Teams. Dänemark musste wieder erst in der zweiten Runde eingreifen und traf erstmals auf Österreich sowie Tschechien, Portugal und auch erstmals auf Armenien, das sich über die 1. Qualifikationsrunde qualifiziert hatte, in der zweiten Runde aber alle Spiele verlor. Die Däninnen begannen mit sechs Siegen, verloren dann aber in Österreich. Da Österreich im ersten Spiel gegen Tschechien nur ein 1:1 gelungen war, reichte den Däninnen dann ein Sieg gegen Portugal im letzten Spiel um Gruppensieger zu werden und das EM-Ticket zu buchen. Die Österreicherinnen verpassten es dann in den Playoffs der Gruppenzweiten gegen Russland erstmals die Endrunde zu erreichen. Mit neun Toren landete die 19-jährige Pernille Harder in der Gesamttorschützinnenliste auf dem sechsten Platz.
Bei der Endrunde startete die dänische Mannschaft mit einem 1:1 gegen den favorisierten Gastgeber Schweden, wobei Mariann Knudsen die Däninnen mit 1:0 in Führung brachte und Torhüterin Stina Lykke Petersen in der Schlussphase zwei Elfmeter der Schwedinnen halten konnte. Nach einer 1:2-Niederlage gegen Italien und einem 1:1 gegen Finnland waren die Däninnen wie vier Jahre zuvor wieder nur Dritter und mussten erneut zwei Tage auf die Ergebnisse der anderen beiden Gruppen warten. Diesmal hatten sie aber Glück, dass nur eine Mannschaft (Island) mehr Punkte hatte, die andere (Russland) hatte zwar bei gleicher Punktzahl die schlechtere Tordifferenz, diese zählte aber nicht und so musste gelost werden. Das Los fiel zugunsten der Däninnen die damit im Viertelfinale auf die favorisierten Französinnen trafen. Diese hatten sich als einzige Mannschaft mit drei Siegen für die K.-o.-Runde qualifiziert und dabei mit gutem Fußball überzeugt. Johanna Rasmussen brachte Dänemark aber in der 28. Minute in Führung. Zwar konnten die Französinnen durch einen verwandelten Strafstoß ausgleichen, mehr Tore gelangen ihnen aber weder in der regulären Spielzeit noch der Verlängerung, so dass es zum Elfmeterschießen kam. Hier konnte Torfrau Stina Lykke Petersen gleich den ersten Elfmeter von Louisa Nécib halten, die zuvor beim Ausgleich noch erfolgreich gewesen war. Zwar scheiterte dann auch Theresa Nielsen an der französischen Torfrau, da aber ansonsten alle Däninnen trafen während die vierte Französin nur den Pfosten traf, stand Dänemark überraschend im Halbfinale gegen Norwegen. Hier geriet Dänemark bereits nach drei Minuten in Rückstand und konnte erst drei Minuten vor Ende der regulären Spielzeit ausgleichen. Da danach auch in der Verlängerung keine weiteren Tore fielen, kam es erneut zum Elfmeterschießen. Hier konnte aber die norwegische Torhüterin Ingrid Hjelmseth die ersten beiden Elfmeter der Däninnen halten. Zwar trafen die beiden folgenden Däninnen, aber da die ersten vier Norwegerinnen ihre Elfmeter ebenfalls verwandelten, mussten die beiden letzten Schützinnen nicht mehr antreten und Norwegen stand im Finale, verlor dies aber gegen Titelverteidiger Deutschland. Stina Lykke Petersen und Rekordnationalspielerin Katrine Pedersen, die nach der EM aufgrund ihrer Schwangerschaft ihre Fußballkarriere beendete, wurden anschließend in das All-Star-Team gewählt. Mia Brogaard und Mariann Knudsen landeten mit je zwei Toren zusammen mit 10 anderen Spielerinnen auf dem dritten Platz der Torschützinnenliste.

### EM 2017 in den Niederlanden

Startaufstellungen im Finale

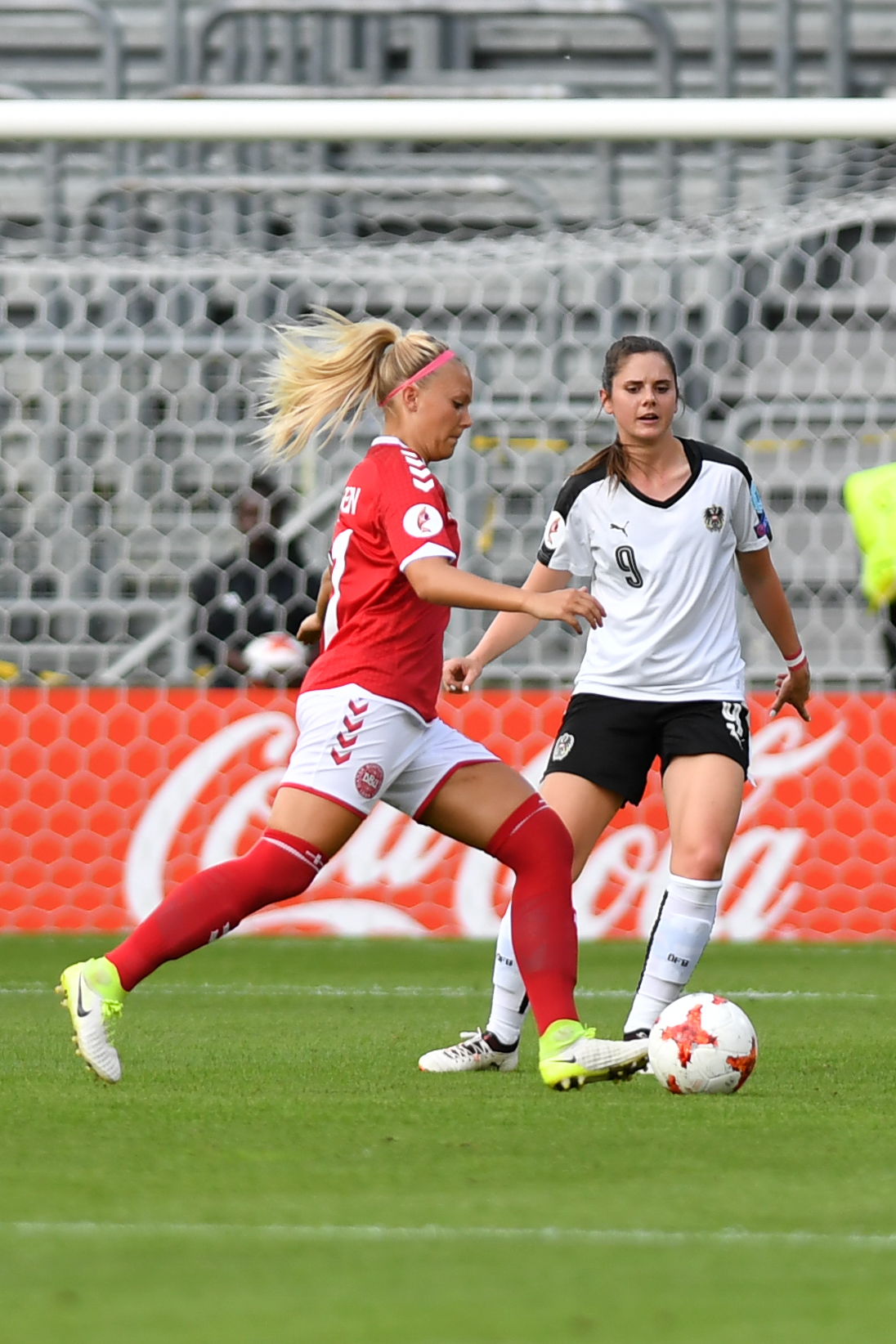
Szene aus dem Halbfinalspiel gegen Österreich mit Line Sigvardsen Jensen und Sarah Zadrazil (AUT).

Die EM 2017 fand in den Niederlanden und erstmals mit 16 Mannschaften statt. Dänemark traf in der Qualifikation auf Schweden, die Slowakei, Polen und erstmals auf Moldau. Dänemark konnte sich als Gruppenzweiter für die EM qualifizieren.
Für die Auslosung der Endrundengruppen am 8. November 2016 wurden die Däninnen Topf 3 zugeordnet und der Gruppe A mit Gastgeber Niederlande, Norwegen und Belgien zugelost, das erstmals teilnahm. Im ersten Spiel gegen Neuling Belgien nutzten sie die Anfangsnervosität des Neulings und gingen in der sechsten Minute durch Sanne Troelsgaard Nielsen in Führung. Diese verteidigten sie gegen stärker werdende Belgierinnen bis zum Ende. Im zweiten Spiel verloren sie durch ein Elfmetertor mit 0:1 gegen die Gastgeberinnen. Im abschließenden Gruppenspiel gegen enttäuschende Norwegerinnen gingen sie wieder früh in Führung, diesmal in der 5. Minute durch Katrine Veje. Da sie auch diese Führung über die Zeit brachten, erreichten sie als Gruppenzweite das Viertelfinale. Hier trafen sie auf Titelverteidiger Deutschland und gerieten diesmal durch einen Torwartfehler bereits in der dritten Minute in Rückstand. Die Torhüterin konnte sich danach aber steigern und ließ kein weiteres Gegentor zu. Kurz nach der Halbzeitpause nutzten sie eine schläfrige Phase der deutschen Mannschaft, die nach einem Foul auf den Pfiff der Schiedsrichterin wartete, die aber auf Vorteil zugunsten der Däninnen entschied. Diese nutzten diesen entscheidenden Moment zum Ausgleich durch Nadia Nadim. Als sich beide Mannschaften schon langsam auf eine Verlängerung einrichteten, gelang Theresa Nielsen in der 83. Minute der Siegtreffer. Damit schied die deutsche Mannschaft erstmals im Viertelfinale aus und die Däninnen trafen im Halbfinale auf Österreich, den einzigen Neuling, der die K.-o.-Runde erreicht hatte. Nach torlosen 120 Minuten musste Dänemark wie vier Jahre zuvor ins Elfmeterschießen, konnte sich diesmal aber mit 3:0 durchsetzen. Im Finale trafen sie dann auf die Gastgeberinnen und verloren in einem hochklassigen Spiel mit 2:4. In der ewigen Rangliste konnten sich die Däninnen um zwei Plätze auf den vierten Platz verbessern.

### EM 2022 in England
2021 sollte die Endrunde zum zweiten Mal in England stattfinden. Aufgrund der COVID-19-Pandemie wurde die EM der Männer, die 2020 stattfinden sollte, um ein Jahr verschoben und deshalb auch die EM der Frauen, so dass diese nun 2022 stattfinden soll. Gegner in der Qualifikation war erstmals Bosnien & Herzegowina sowie Italien (bereits Gegner in der EM/WM-Qualifikation 1991 sowie den EM-Vorrunden 1997, 2005, 2013 und dem Spiel um Platz 3 1991), Israel (Gegner in der WM-Qualifikation 2015), Malta (ebenfalls Gegner in der WM-Qualifikation 2015) und Georgien (Gegner in der WM-Qualifikation 2011). Von den Gegnern konnte sich zuvor nur Italien für EM-Endrunden – und zwar alle – qualifizieren. Die dänische Mannschaft startete mit fünf Siegen, darunter ein 14:0-Sieg gegen Georgien. Dann mussten die für den April und Juni 2020 terminierten Spiele wegen der Pandemie in den September und Oktober verschoben werden. Nach der Corona-Pause folgten vier weitere Siege, darunter ein 3:1-Sieg in Italien, das seit fünf Jahren kein Heimspiel mehr verloren hatte, womit die Däninnen mindestens einer der drei besten Gruppenzweiten und damit für die EM-Endrunde qualifiziert waren. Vor dem letzten Heimspiel gegen Italien hatten sie zudem eine um 27 Tore bessere Tordifferenz als die Azzurre, die außer gegen die Däninnen noch gegen Israel spielen mussten, punktemäßig somit noch ausgleichen konnten und durch einen Sieg mit drei Toren Differenz die Däninnen noch von Platz 1 hätten verdrängen können. Durch ein torloses Remis im letzten Spiel gegen Italien sicherten sich die Däninnen aber auch den Gruppensieg. Bei der Auslosung am 28. Oktober 2021 wurde Dänemark in die Gruppe mit Deutschland, Spanien und Finnland gelost.
Die Däninnen verloren das erste Gruppenspiel gegen Deutschland mit 0:4 und gewannen dann gegen Finnland mit 1:0. Da die Spanierinnen gegen Finnland mit 4:1 gewonnen hatten und gegen Deutschland mit 0:2 verloren, hätten sich die Däninnen mit einem Sieg im letzten Spiel gegen Spanien noch die Endrunde erreichen können, verloren durch ein Tor in der letzten Minute aber mit 0:1, wodurch sie ausschieden und in der ewigen Rangliste von Platz 4 auf den sechsten Platz fielen.

### EM 2025 in der Schweiz
Die Qualifikation lief erstmals unter einem anderen Modus. Analog der UEFA Women’s Nations League wurde in drei Ligen gespielt, wobei sich die Gruppensieger und -zweiten der Liga A direkt für die Endrunde qualifizierten. Die Gruppendritten und -vierten hatten dann noch die Chance sich über Play-offs für die Endrunde zu qualifizieren. Die dänischen Frauen trafen in Liga A2 auf Weltmeister Spanien, Belgien und Tschechien und qualifizierten sich als Gruppenzweite direkt für die Endrunde, wobei beide Spiele gegen Spanien verloren wurden, die vier anderen Spiele aber gewonnen werden konnten.
Bei der Auslosung am 16. Dezember 2024 wurden die Däninnen wie 2022 in die Gruppen mit Rekordeuropameister Deutschland gelost. Weitere Gegner sind zum Auftakt Schweden und im letzten Gruppenspiel EM-Neuling Polen. Nach Niederlagen gegen Schweden (0:1) und Deutschland (1:2) hatten die Däninnen schon vor dem letzten Spiel keine Chance mehr das Viertelfinale zu erreichen und verabschiedeten sich mit einer 2:3-Niederlage gegen Polen von der EM.

## Statistiken
Sämtliche Statistiken umfassen nur die Europameisterschaften, bei denen tatsächlich eine Endrunde stattgefunden hat. Die EM 1984, die vom dänischen Verband mitgezählt wird, wird also nicht berücksichtigt.

### Spielerinnen mit den meisten Einsätzen bei Europameisterschaften
| Spiele | Spieler                   | Jahr (Spiele)                                    |
| ------ | ------------------------- | ------------------------------------------------ |
| 20     | Nadia Nadim               | 2009 (3), 2013 (5), 2017 (6), 2022 (3), 2025 (3) |
| 19     | Katrine Veje              | 2009 (3), 2013 (4), 2017 (6), 2022 (3), 2025 (3) |
| 18     | Katrine Pedersen          | 1997 (3), 2001 (4), 2005 (3), 2009 (3), 2013 (5) |
| 17     | Pernille Harder           | 2013 (5), 2017 (6), 2022 (3), 2025 (3)           |
| 12     | Line Røddik Hansen        | 2009 (3), 2013 (5), 2017 (4)                     |
|        | Sanne Troelsgaard Nielsen | 2009 (1), 2017 (6), 2022 (3), 2025 (2)           |
| 11     | Theresa Nielsen           | 2013 (5), 2017 (6)                               |
|        | Stina Lykke Petersen      | 2013 (5), 2017 (6)                               |
|        | Johanna Rasmussen         | 2005 (3), 2009 (3), 2013 (5)                     |
| 10     | Mia Brogaard              | 2005 (2), 2009 (3), 2013 (5)                     |
|        | Merete Pedersen           | 1997 (3), 2001 (4), 2005 (3)                     |
|        | Cathrine Paaske Sørensen  | 2001 (4), 2005 (3), 2009 (3)                     |
| 9      | Julie Rydahl Bukh         | 2001 (1), 2009 (3), 2013 (5)                     |
|        | Stine Larsen              | 2017 (6), 2022 (3)                               |
|        | Simone Boye Sørensen      | 2017 (6), 2022 (3)                               |
| 8      | Frederikke Thøgersen      | 2017 (5), 2025 (3)                               |
| 7      | Gitte Andersen            | 2001 (4), 2005 (3)                               |
|        | Lene Jensen               | 2001 (4), 2005 (2), 2009 (1)                     |
|        | Heidi Johansen            | 2001 (4), 2009 (3)                               |
|        | Mariann Knudsen           | 2005 (2), 2013 (5)                               |
|        | Gitte Krogh               | 1997 (3), 2001 (4)                               |
|        | Sofie Junge Pedersen      | 2013 (2), 2017 (2), 2022 (3)                     |
|        | Lene Terp                 | 1997 (3), 2001 (4)                               |

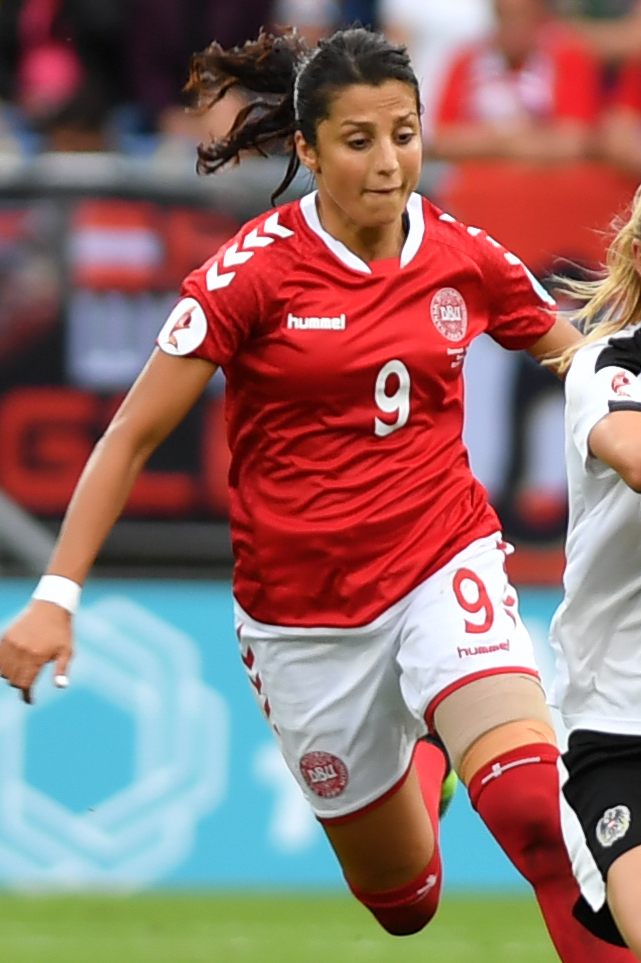
Nadia Nadim, dänische EM-Rekordspielerin

Stand: 8. Juli 2025 (Spielerinnen, die 2025 teilnehmen sind fett gedruckt)

### Spielerinnen mit den meisten Toren bei Europameisterschaften
| Tore | Spieler                  | Jahr (Tore)                            |
| ---- | ------------------------ | -------------------------------------- |
| 3    | Merete Pedersen          | 1997 (3), 2001 (1) 2005 (1)            |
|      | Johanna Rasmussen        | 2005 (1), 2009 (1), 2013 (1)           |
| 2    | Mia Brogaard             | 2005 (0), 2009 (0), 2013 (2)           |
|      | Pernille Harder          | 2017 (1), 2022 (1), 2025 (0)           |
|      | Mariann Knudsen          | 2005 (0), 2013 (2)                     |
|      | Gitte Krogh              | 1997 (0), 2001 (2)                     |
|      | Susan Mackensie          | 1993 (2)                               |
|      | Nadia Nadim              | 2009 (0), 2013 (0), 2017 (2), 2025 (0) |
|      | Cathrine Paaske Sørensen | 2001 (0), 2005 (2), 2009 (0)           |
| 1    | 15 Spielerinnen          |                                        |

Stand: 12. Juli 2025

## Endrunden-Spiele
Die Däninnen bestritten bisher 34 Endrunden-Spiele, wovon zehn gewonnen wurden, acht (Rekord) remis endeten und 16 verloren wurden. Fünf Spiele mussten verlängert werden, wovon nur eins durch ein Tor entschieden wurde, aber vier im Elfmeterschießen. Die ersten beiden Endrundenspiele fanden auf heimischen Boden statt. Sechsmal spielten die Däninnen gegen die Gastgeberinnen und dreimal gegen den Titelverteidiger. Häufigste Gegner waren Norwegen (6 Spiele), Deutschland (5), Finnland, Italien und Schweden (je 4), Niederlande (3, davon 1 Finale).
| Nr. | Datum      | Ergebnis             | Gegner      | Austragungsort      | Anlass                         | Bemerkung |
| --- | ---------- | -------------------- | ----------- | ------------------- | ------------------------------ | --- |
| 1   | 10.07.1991 | 0:0 n. V., 7:8 i. E. | Norwegen    | Hjørring            | Halbfinale                     | |
| 2   | 14.07.1991 | 2:1 n. V.            | Italien     | Aalborg             | Spiel um Platz 3               | |
| 3   | 29.06.1993 | 0:1                  | Norwegen    | Santa Sofia (ITA)   | Halbfinale                     | |
| 4   | 03.07.1993 | 3:1                  | Deutschland | Cesenatico (ITA)    | Spiel um Platz 3               | |
| 5   | 30.06.1997 | 0:5                  | Norwegen*   | Lillestrøm (NOR)    | Gruppenspiel                   | |
| 6   | 03.07.1997 | 2:2                  | Italien     | Lillestrøm (NOR)    | Gruppenspiel                   | |
| 7   | 06.07.1997 | 0:2                  | Deutschland | Moss (NOR)          | Gruppenspiel                   | |
| 8   | 25.06.2001 | 1:2                  | Italien     | Aalen (DEU)         | Gruppenspiel                   | |
| 9   | 28.06.2001 | 4:3                  | Frankreich  | Reutlingen (DEU)    | Gruppenspiel                   | |
| 10  | 01.07.2001 | 1:0                  | Norwegen    | Aalen (DEU)         | Gruppenspiel                   | |
| 11  | 04.07.2001 | 0:1                  | Schweden    | Ulm (DEU)           | Halbfinale                     | |
| 12  | 05.06.2005 | 1:1                  | Schweden    | Blackpool (ENG)     | Gruppenspiel                   | Katrine Pedersen wird mit ihrem 106. Spiel Rekordnationalspielerin                                             |
| 13  | 08.06.2005 | 2:1                  | England     | Blackburn (ENG)     | Gruppenspiel                   | |
| 14  | 11.06.2005 | 1:2                  | Finnland    | Blackpool (ENG)     | Gruppenspiel                   | 100. Spiel von Rekordtorschützin Merete Pedersen                                                               |
| 15  | 23.08.2009 | 0:1                  | Finnland    | Helsinki (FIN)      | Gruppenspiel                   | |
| 16  | 26.08.2009 | 2:1                  | Ukraine     | Helsinki (FIN)      | Gruppenspiel                   | |
| 17  | 29.08.2009 | 1:2                  | Niederlande | Lahti (FIN)         | Gruppenspiel                   | |
| 18  | 10.07.2013 | 1:1                  | Schweden    | Göteborg (SWE)      | Gruppenspiel (Eröffnungsspiel) | 50. Spiel gegen Schweden                                                                                       |
| 19  | 13.07.2013 | 1:2                  | Italien     | Halmstad (SWE)      | Gruppenspiel                   | |
| 20  | 16.07.2013 | 1:1                  | Finnland    | Göteborg (SWE)      | Gruppenspiel                   | Dänemark erreicht durch Losentscheid das Viertelfinale                                                         |
| 21  | 22.07.2013 | 1:1 n. V., 4:2 i. E. | Frankreich  | Linköping (SWE)     | Viertelfinale                  | |
| 22  | 25.07.2013 | 1:1 n. V., 2:4 i. E. | Norwegen    | Norrköping (SWE)    | Halbfinale                     | Letztes Spiel unter Kenneth Heiner-Møller, 210. und letztes Spiel von Rekordnationalspielerin Katrine Pedersen |
| 23  | 16.07.2017 | 1:0                  | Belgien     | Doetinchem (NLD)    | Gruppenspiel                   | |
| 24  | 20.07.2017 | 0:1                  | Niederlande | Rotterdam (NLD)     | Gruppenspiel                   | |
| 25  | 24.07.2017 | 1:0                  | Norwegen    | Deventer (NLD)      | Gruppenspiel                   | |
| 26  | 30.07.2017 | 2:1                  | Deutschland | Rotterdam (NLD)     | Viertelfinale                  | 100. Länderspiel von Katrine Veje                                                                              |
| 27  | 03.08.2017 | 0:0 n. V., 3:0 i. E. | Österreich  | Breda (NLD)         | Halbfinale                     | |
| 28  | 06.08.2017 | 2:4                  | Niederlande | Enschede (NLD)      | Finale                         | |
| 29  | 08.07.2022 | 0:4                  | Deutschland | Brentford (ENG)     | Gruppenspiel                   | |
| 30  | 12.07.2022 | 1:0                  | Finnland    | Milton Keynes (ENG) | Gruppenspiel                   | |
| 31  | 16.07.2022 | 0:1                  | Spanien     | Brentford (ENG)     | Gruppenspiel                   | |
| 32  | 04.07.2025 | 0:1                  | Schweden    | Genf (CHE)          | Gruppenspiel                   | |
| 33  | 08.07.2025 | 1:2                  | Deutschland | Basel (CHE)         | Gruppenspiel                   | |
| 34  | 12.07.2025 | 2:3                  | Polen       | Luzern (CHE)        | Gruppenspiel                   | Erster EM-Sieg für die Polinnen                                                                                |

Anmerkungen: Fett gedruckte Mannschaften gingen als Titelverteidiger in das Turnier, mit „*“ gekennzeichnete Mannschaften waren Weltmeister.

## Finalrunden-Spiele
| Nr. | Datum      | Ergebnis | Gegner  | Austragungsort | Anlass     | Bemerkung |
| --- | ---------- | -------- | ------- | -------------- | ---------- | --------- |
| 1   | 08.04.1984 | 1:2      | England | Crewe (ENG)    | Halbfinale |           |
| 2   | 28.04.1984 | 0:1      | England | Hjørring       | Halbfinale |           |

## Rekorde
- Dänemark stellte einmal die Torschützenkönigin: 1993 Susan Mackensie mit zwei Toren
- Die häufigsten Halbfinalpaarungen: Dänemark gegen Norwegen und Deutschland gegen Italien (je 3)
- Die meisten Siege im Spiel um Platz 3: 2
- Die meisten Unentschieden: 8 (zusammen mit Frankreich und Italien), davon vier nach Verlängerung im Elfmeterschießen entschieden (2 Siege, 2 Niederlagen)
- Die meisten Spiele mit Verlängerung: 5
- Die meisten Elfmeterschießen: 4
- Die meisten Auswärtsspiele: 6 Endrunden- und ein Finalrundenspiel